# Olympische Sommerspiele 1992/Leichtathletik – Kugelstoßen (Frauen)

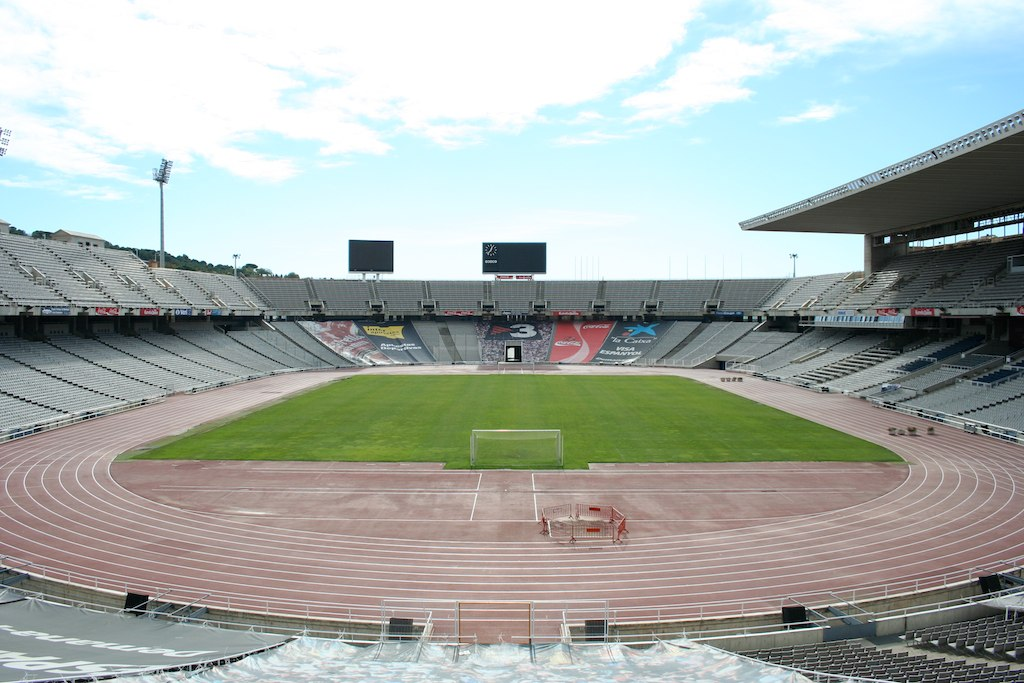
Das Olympiastadion von Barcelona im Jahr 2008

Das Kugelstoßen der Frauen bei den Olympischen Spielen 1992 in Barcelona wurde am 5. und 7. August 1992 im Olympiastadion Barcelona ausgetragen. Achtzehn Athletinnen nahmen teil.
Olympiasiegerin wurde Swetlana Kriweljowa aus Russland, hier für das Vereinte Team am Start, die vor der Chinesin Huang Zhihong gewann. Die Bronzemedaille errang die Deutsche Kathrin Neimke.
Für Deutschland ging neben der Medaillengewinnerin Neimke zudem Stephanie Storp an den Start. Auch sie konnte sich für das Finale qualifizieren und wurde dort Siebte.

Athletinnen aus der Schweiz, Österreich und Liechtenstein nahmen nicht teil.

## Aktuelle Titelträgerinnen
| Olympiasiegerin 1988                      | Natalja Lissowskaja ( Sowjetunion)   | 22,24 m | Seoul 1988            |
| Weltmeisterin 1991                        | Huang Zhihong ( Volksrepublik China) | 20,83 m | Tokio 1991            |
| Europameisterin 1990                      | Astrid Kumbernuss ( DDR)             | 20,38 m | Split 1990            |
| Panamerikanische Meisterin 1991           | Belsy Laza ( Kuba)                   | 18,87 m | Havanna 1991          |
| Zentralamerika und Karibik-Meisterin 1991 | Lilliam Rivera ( Puerto Rico)        | 14,08 m | Xalapa 1991           |
| Südamerika-Meisterin 1991                 | María Isabel Urrutia ( Kolumbien)    | 16,34 m | Manaus 1991           |
| Asienmeisterin 1991                       | Huang Zhihong ( Volksrepublik China) | 17,51 m | Kuala Lumpur 1991     |
| Afrikameisterin 1992                      | Fouzia Fatihi ( Marokko)             | 15,82 m | Belle Vue Maurel 1992 |
| Ozeanienmeisterin 1990                    | Tania Lutton ( Neuseeland)           | 13,52 m | Suva 1990             |

## Bestehende Rekorde
| Weltrekord         | 22,63 m | Natalja Lissowskaja ( Sowjetunion) | Moskau, Sowjetunion (heute Russland)           | 7. Juni 1987  |
| Olympischer Rekord | 22,41 m | Ilona Slupianek ( DDR)             | Finale OS Moskau, Sowjetunion (heute Russland) | 24. Juli 1980 |

Der bestehende olympische Rekord wurde bei diesen Spielen nicht erreicht. Der weiteste Stoß gelang Olympiasiegerin Swetlana Kriweljowa mit 21,06 m in ihrem sechsten Versuch im Finale. Damit blieb sie 1,35 m unter dem Olympia- und 1,57 m unter dem Weltrekord.

## Doping
Im Kugelstioßen gab es einen Dopingfall. Die US-Amerikanerin Bonnie Dasse wurde nach der Qualifikation positiv auf Clenbuterol getestet. Sie wurde disqualifiziert und für vier Jahre gesperrt.

## Legende
Kurze Übersicht zur Bedeutung der Symbolik – so üblicherweise auch in sonstigen Veröffentlichungen verwendet:
| – | verzichtet |
| x | ungültig   |

## Qualifikation
Datum: 5. August 1992, 17:15 Uhr
Für die Qualifikation wurden die Athletinnen in zwei Gruppen gelost. Acht von ihnen (hellblau unterlegt) übertrafen die direkte Finalqualifikationsweite von 18,50 m. Damit war die Mindestanzahl von zwölf Finalteilnehmerinnen nicht erreicht und das Finalfeld wurde mit den vier nächstbesten Starterinnen beider Gruppen (hellgrün unterlegt) auf zwölf Wettbewerberinnen aufgefüllt. So waren für die Finalteilnahme schließlich 17,39 m notwendig.

### Gruppe A
| Platz | Name                | Nation              | 1. Versuch | 2. Versuch | 3. Versuch | Weite   |
| ----- | ------------------- | ------------------- | ---------- | ---------- | ---------- | ------- |
| 1     | Natalja Lissowskaja | EUN                 | 19,58 m    | –          | –          | 19,58 m |
| 2     | Swetla Mitkowa      | Bulgarien           | 19,21 m    | –          | –          | 19,21 m |
| 3     | Zhou Tianhua        | Volksrepublik China | 17,98 m    | 18,63 m    | –          | 18,63 m |
| 4     | Stephanie Storp     | Deutschland         | 18,49 m    | 18,58 m    | –          | 18,58 m |
| 5     | Ramona Pagel        | USA                 | 16,53 m    | 18,02 m    | 17,89 m    | 18,02 m |
| 6     | Wita Pawlysch       | EUN                 | x          | x          | 17,39 m    | 17,39 m |
| 7     | Myrtle Augee        | Großbritannien      | x          | 15,92 m    | 16,53 m    | 16,53 m |
| 8     | Pam Dukes           | USA                 | x          | 16,46 m    | 15,46 m    | 16,46 m |
| 9     | Georgette Reed      | Kanada              | 15,14 m    | 15,15 m    | 15,33 m    | 15,33 m |

### Gruppe B
| Platz | Name                | Nation              | 1. Versuch | 2. Versuch | 3. Versuch | Weite   |
| ----- | ------------------- | ------------------- | ---------- | ---------- | ---------- | ------- |
| 1     | Swetlana Kriweljowa | EUN                 | 19,98 m    | –          | –          | 19,98 m |
| 2     | Kathrin Neimke      | Deutschland         | 19,13 m    | –          | –          | 19,13 m |
| 3     | Huang Zhihong       | Volksrepublik China | 18,93 m    | –          | –          | 18,93 m |
| 4     | Belsy Laza          | Kuba                | 18,33 m    | 18,36 m    | 18,72 m    | 18,72 m |
| 5     | Krystyna Danilczyk  | Polen               | 17,51 m    | 18,04 m    | 18,30 m    | 18,30 m |
| 6     | Zhen Wenhua         | Volksrepublik China | 18,07 m    | x          | 18,17 m    | 18,17 m |
| 7     | Margarita Ramos     | Spanien             | x          | 16,82 m    | 16,64 m    | 16,82 m |
| 8     | Elli Evangelidou    | Zypern              | 14,42 m    | 14,38 m    | 14,69 m    | 14,69 m |
| DOP   | Bonnie Dasse        | USA                 | 16,33 m    | x          | 16,68 m    |         |

## Finale

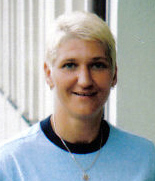
Krystyna Danilczyk (hier auf einer späteren Aufnahme) erreichte das Finale und wurde dort Zehnte

Datum: 7. August 1992, 18:55 Uhr
| Platz | Name                | Nation              | 1. Versuch | 2. Versuch | 3. Versuch | 4. Versuch                                  | 5. Versuch                                  | 6. Versuch                                  | Endresultat |
| ----- | ------------------- | ------------------- | ---------- | ---------- | ---------- | ------------------------------------------- | ------------------------------------------- | ------------------------------------------- | ----------- |
| 1     | Swetlana Kriweljowa | EUN                 | 20,34 m    | 20,09 m    | x          | 19,99 m                                     | 20,89 m                                     | 21,06 m                                     | 21,06 m     |
| 2     | Huang Zhihong       | Volksrepublik China | 20,25 m    | 20,19 m    | 20,47 m    | x                                           | 20,11 m                                     | 20,44 m                                     | 20,47 m     |
| 3     | Kathrin Neimke      | Deutschland         | 19,61 m    | 18,56 m    | 19,56 m    | 19,22 m                                     | x                                           | 19,78 m                                     | 19,78 m     |
| 4     | Belsy Laza          | Kuba                | 18,78 m    | 19,70 m    | x          | x                                           | 18,69 m                                     | 18,75 m                                     | 19,70 m     |
| 5     | Zhou Tianhua        | Volksrepublik China | 19,11 m    | 18,66 m    | 18,64 m    | 19,26 m                                     | 18,34 m                                     | 18,57 m                                     | 19,26 m     |
| 6     | Swetla Mitkowa      | Bulgarien           | 19,23 m    | x          | x          | 19,09 m                                     | 19,21 m                                     | 19,19 m                                     | 19,23 m     |
| 7     | Stephanie Storp     | Deutschland         | 17,58 m    | 19,10 m    | 19,08 m    | x                                           | 18,96 m                                     | 18,43 m                                     | 19,10 m     |
| 8     | Wita Pawlysch       | EUN                 | 18,69 m    | x          | x          | x                                           | 18,61 m                                     | x                                           | 18,69 m     |
|       |                     |                     |            |            |            |                                             |                                             |                                             |             |
| 9     | Natalja Lissowskaja | EUN                 | 18,60 m    | x          | x          | nicht im Finale der besten acht Athletinnen | nicht im Finale der besten acht Athletinnen | nicht im Finale der besten acht Athletinnen | 18,60 m     |
| 10    | Krystyna Danilczyk  | Polen               | 17,61 m    | 17,89 m    | 18,29 m    | nicht im Finale der besten acht Athletinnen | nicht im Finale der besten acht Athletinnen | nicht im Finale der besten acht Athletinnen | 18,29 m     |
| 11    | Ramona Pagel        | USA                 | 18,24 m    | 18,04 m    | 17,21 m    | nicht im Finale der besten acht Athletinnen | nicht im Finale der besten acht Athletinnen | nicht im Finale der besten acht Athletinnen | 18,24 m     |
| 12    | Zhen Wenhua         | Volksrepublik China | 17,56 m    | 17,81 m    | x          | nicht im Finale der besten acht Athletinnen | nicht im Finale der besten acht Athletinnen | nicht im Finale der besten acht Athletinnen | 17,81 m     |

Für das Finale hatten sich zwölf Athletinnen qualifiziert, acht über die geforderte Qualifikationsweite, die anderen vier über ihre Platzierungen. Im Finale waren alle drei Teilnehmerinnen aus China und dem Vereinten Team dabei. Hinzu kamen zwei Athletinnen aus Deutschland sowie jeweils eine Teilnehmerin aus Bulgarien, Kuba, Polen und den USA.
Die chinesische Weltmeisterin Huang Zhihong galt als Favoritin. Die Olympiasiegerin von 1988 Natalja Lissowskaja, die für das Vereinte Team startete, hatte nicht mehr die Spitzenform früherer Jahre. Auch die Silbermedaillengewinnerin von 1988, Kathrin Neimke, in Seoul für die DDR am Start, war wieder dabei, wurde jedoch ebenfalls nicht mehr so stark eingeschätzt. Eine Medaillenkandidatin dagegen war die WM-Dritte Swetlana Kriweljowa aus dem Vereinten Team.
Im ersten Versuch setzte sich Kriweljowa an die Spitze. Mit 20,34 m lag sie neun Zentimeter vor Zhihong. Neimke war mit 19,61 m Dritte, Lissowskaja mit 18,60 m im hinteren Feld. Mit zwei weiteren Fehlversuchen schaffte sie es nicht, sich für das Finale der besten acht zu qualifizieren. In Runde zwei zog die Kubanerin Belsy Laza mit 19,70 m an Neimke vorbei auf Platz drei. Im dritten Versuch gelangen Zhihong 20,47 m und sie hatte damit die Führung erobert. Doch Kriweljowa konterte im fünften Durchgang mit 20,89 m und löste die Chinesin an der Spitze wieder ab. Ihre Führung baute Swetlana Kriweljowa mit ihrem letzten Stoß auf 21,06 m weiter aus und hatte damit den Olympiasieg vor Huang Zhihong sicher. Kathrin Neimke steigerte sich zuletzt noch auf 19,78 m und zog damit wieder vorbei an Laza zur Bronzemedaille. Fünfte wurde die Chinesin Zhou Tianhua vor Swetla Mitkowa aus Bulgarien.

## Video
- 1992 Olympics ~ Women's Shot Put, youtube.com, abgerufen am 31. Dezember 2021